# Биологическая роль эндогенного монооксида углерода
Эндогенный угарный газ вырабатывается в норме клетками организма человека и животных и играет роль сигнальной молекулы. Эндогенный угарный газ может играть физиологическую роль в организме, в частности, являться нейротрансмиттером и вызывать вазодилатацию. Ввиду роли эндогенного угарного газа в организме, нарушения его метаболизма связывают с различными заболеваниями, такими, как нейродегенеративные заболевания, атеросклероз кровеносных сосудов, гипертоническая болезнь, сердечная недостаточность, различные воспалительные процессы.

## Биосинтез
Угарный газ образуется в организме в процессе окислительного разрушения протогема IX ферментом гемоксигеназой (EC 1.14.99.3). В свою очередь, протогем IX образуется в процессе разрушения гема из гемоглобина и миоглобина, а также других гемосодержащих белков, таких, как цитохром. Гемоксигеназа разрушает протогем IX с помощью окислительного разрушения его α-метенового мостика. При этом, кроме угарного газа, образуются также биливердин IXa и свободное двухвалентное ионизированное железо. Биливердин IXa затем превращается в билирубин IXa с помощью фермента биливердин-редуктазы. У млекопитающих известны минимум три изоформы гемоксигеназы, ответственных за окислительное разрушение гема — HO-1, HO-2 и HO-3. При этом изоформа HO-1 является индуцируемой, и её экспрессия и активность повышаются в ответ на те или иные стрессорные воздействия, а изоформа HO-2 является конституционально активной. Изоформа HO-3, обнаруженная сравнительно недавно, ещё полностью не охарактеризована, и её сравнительная роль в окислительном разрушении гема в физиологических и патологических условиях окончательно не выяснена. Однако известно, что константа Михаэлиса по отношению к протогему IX для изоформы HO-3 выше, чем для двух других изоформ. Разнообразные стрессорные воздействия, такие, как действие провоспалительных цитокинов, гипоксия, образование свободных радикалов, повышенное содержание в крови или тканях свободного гема или ионов тяжёлых и переходных металлов являются индукторами гемоксигеназы-1. Регуляция транскрипции гена гемоксигеназы-1 довольно сложна.

## Биологическая активность
Все три продукта гемоксигеназной реакции являются биологически активными. Так, в частности, биливердин и билирубин являются мощными эндогенными антиоксидантами, способными связывать и обезвреживать свободные радикалы. Свободное двухвалентное железо повышает токсичность супероксида и пероксида водорода, благодаря реакции Фентона. Однако, с другой стороны, свободное двухвалентное железо связывается с железосвязывающими белками, в частности, с белком, который является фактором транскрипции железотранспортирующего белка ферритина и стабилизирует мРНК ферритина. Таким образом, свободное железо повышает своё собственное связывание с белками и обезвреживание. В результате уровень свободного железа после кратковременного повышения, вызванного разрушением гема, снижается ниже исходного уровня (лишнее железо связывается с индуцированным его же избытком ферритином и с другими белками). Поскольку не один лишь угарный газ, но все три продукта гемоксигеназной реакции оказывают столь важное и многообразное физиологическое действие, получается, что индукция гемоксигеназы-1 в ответ на стресс (например, воспаление, гипоксию) и образование всех трёх продуктов — биливердина и затем билирубина, угарного газа и двухвалентного железа с последующей индукцией двухвалентным железом биосинтеза ферритина — является защитным механизмом от оксидативного стресса и повреждения тканей и от чрезмерной интенсивности воспаления.

## Нейротрансмиссия
Гемоксигеназа обильно экспрессируется в нормальных физиологических условиях в основном в четырёх органах: в мозгу, в печени, в селезёнке и в яичках. Роль угарного газа как нейромедиатора, газообразной сигнальной молекулы, была впервые обнаружена в мозгу. Однако в опытах на мышах, лишённых функционирующей гемоксигеназы-1 или гемоксигеназы-2, не удалось показать важность угарного газа для нейротрансмиссии.
Вслед за появившимися в 1993 году первыми данными о том, что эндогенный угарный газ является нормальным нейротрансмиттером в организме человека, а также одним из трёх эндогенных газов, которые в норме модулируют течение воспалительных реакций в организме (два других — оксид азота (II) и сероводород), эндогенный угарный газ привлёк значительное внимание клиницистов и исследователей как важный биологический регулятор. Было показано, что во многих тканях все три вышеупомянутых газа являются противовоспалительными веществами, вазодилататорами, а также вызывают ангиогенез. Однако не всё так просто и однозначно. Ангиогенез — не всегда полезный эффект, поскольку он, в частности, играет роль в росте злокачественных опухолей, а также является одной из причин повреждения сетчатки при макулярной дегенерации. В частности, важно отметить, что курение (основной источник угарного газа в крови, дающий в несколько раз большую концентрацию его, чем естественная продукция) повышает риск макулярной дегенерации сетчатки в 4-6 раз.
Существует теория о том, что в некоторых синапсах нервных клеток, где происходит долговременное запоминание информации, принимающая клетка в ответ на принятый сигнал вырабатывает эндогенный угарный газ, который передаёт сигнал обратно передающей клетке, чем сообщает ей о своей готовности и в дальнейшем принимать сигналы от неё и повышая активность клетки-передатчика сигнала. Некоторые из этих нервных клеток содержат гуанилатциклазу, фермент, который активируется при воздействии эндогенного угарного газа.

## Регуляция желчевыделения и функции печени
Зато была показана важная роль, которую играет эндогенный угарный газ в регуляции работы и тонуса сосудистой системы печени, её синусов. Интересно отметить, что в печени разные изоформы гемоксигеназы по-разному экспрессируются в разных типах клеток печёночной ткани. Так, гемоксигеназа-2 конституционально активна в гепатоцитах, в то время как гемоксигеназа-1 (индуцируемая) обнаруживается в купферовских клетках печени. Накапливающиеся данные свидетельствуют о том, что эндогенный угарный газ, образующийся в печени, принимает участие не только в регуляции микрососудистого тонуса, но и в регуляции секреции желчи и метаболизма ксенобиотиков. Механизмы, при помощи которых эндогенный угарный газ модулирует активность метаболизма ксенобиотиков, включают в себя угнетение активности цитохромов P450 и цитохромоксидаз, а также повышение проницаемости межклеточных и околоклеточных пространств между гепатоцитами, которое приводит к облегчению пассивной диффузии ксенобиотиков в неизменённом виде в желчевыводящие пути. Физиологическое значение этого механизма заключается в «экономии» ненужного расхода цитохромов и цитохромоксидаз и связанного с ними гема, ограничении образования свободных радикалов в процессе метаболизма ксенобиотиков и в предотвращении повреждения печени в результате чрезмерной метаболической перегрузки печени ксенобиотиками. Последние данные показывают также, что повышение образования эндогенного угарного газа в печени за счёт индукции гемоксигеназы-1 в стрессовых условиях значительно изменяет отток желчи и её химический состав, причём это действие угарного газа осуществляется несколькими механизмами.
Помимо роли эндогенного угарного газа в регуляции физиологических функций нормально работающей печени, угарный газ, вырабатываемый в повышенных количествах в результате индукции активности гемоксигеназы-1 предотвращает или уменьшает гепатобилиарную недостаточность и улучшает желчевыделительную функцию печени в условиях эндотоксемии (например, бактериальной эндотоксемии). Улучшение экскреции желчи в результате действия угарного газа отчасти является результатом улучшения кровотока в дольках печени вследствие вызываемой угарным газом вазодилатации. В подобных случаях вазодилатирующее действие угарного газа осуществляется в основном благодаря угнетению монооксигеназ системы цитохромов, а не благодаря повышению активности растворимой гуанилатциклазы. Вызываемое активацией экспрессии гемоксигеназы-1 увеличение образования эндогенного угарного газа не приводит к значительному увеличению концентрации цГМФ в ткани, несмотря на выраженное вазодилатирующее действие угарного газа, что и заставляет предполагать другой, не гуанилатциклазный, основной механизм вазодилатации. Вызываемое угарным газом повышенное желчеотделение является не только результатом улучшения кровотока в дольках и синусах печени, но и результатом его прямого действия на гепатоциты. В микромолярных концентрациях угарный газ стимулирует межклеточный транспорт билирубина-IXa, биливердина-IXa и глютатиона в желчь. При этом усиливаются противовоспалительные, антиоксидантные, детоксицирующие и цитопротекторные свойства выделяемой в двенадцатиперстную кишку желчи. Интересно отметить, что кривая влияния угарного газа на желчевыделительную функцию печени имеет двухфазный характер. При низких концентрациях угарного газа выделение желчи повышается, в то время как в высоких (очевидно, токсических) выделение желчи блокируется. При этом вызываемое угарным газом повышение суммарного количества выделяемой желчи сопровождается также повышением концентрации билирубина, биливердина и глютатиона в желчи. В то же время угарный газ не изменяет содержание в желчи холестерина, фосфолипидов или желчных кислот. Точные механизмы, с помощью которых эндогенный угарный газ способствует экскреции с желчью органических анионов, таких, как билирубин и биливердин, ещё мало изучены, однако уже понятно, что эндогенный угарный газ является одним из факторов, гарантирующих надёжную экскрецию желчи и желчных пигментов (билирубина и биливердина) в условиях повышенного разрушения гема и стрессовой или токсической нагрузки на печень.

## Регуляция сосудистого тонуса и функции сердечно-сосудистой системы
Вследствие своей высокой способности обратимо связываться с железосодержащими и в частности гем-содержащими белками, эндогенный угарный газ способен взаимодействовать с растворимой гуанилатциклазой, а также с цитохромами P450 и цитохромоксидазами, и реализует внутриклеточную передачу своего сигнала через них. Поскольку эндогенный оксид азота (II) также способен взаимодействовать с этими белками и использовать их в качестве передатчиков своего сигнала, то долгое время полагали, что эндогенный угарный газ является всего лишь «заместительным» газотрансмиттером вместо оксида азота (II), а их физиологическое действие полностью совпадает, то есть не отличается. Однако в последние годы было показано, что это не так. Поскольку способность угарного газа взаимодействовать с этими белками, изменяя их функцию, отличается от таковой способности у оксида азота (II), то отличается и их физиологическое действие в реальных условиях живого организма. Угарный газ является частичным агонистом активации гуанилатциклазы, в то время как оксид азота (II) — полным. Таким образом, при низких концентрациях оксида азота (II) или его полном отсутствии, угарный газ проявляет свойства агониста, стимулирует гуанилатциклазу, повышает уровень цГМФ, активность протеинкиназы G и в конечном счёте вызывает вазодилатацию. Однако при нормальном или повышенном уровне оксида азота (II) эндогенный угарный газ конкурирует с ним за связывание с гуанилатциклазой, сравнительно слабо индуцируя её активность сам, и, таким образом, приводит к снижению активности гуанилатциклазы, снижению уровня цГМФ и активности протеинкиназы G и к вазоконстрикции по сравнению с действием одного только оксида азота (II) в тех же концентрациях. Гуанилатциклаза является гемосодержащим гетеродимерным белком-ферментом, способным превращать гуанозин-5'-трифосфат в цГМФ. Для работы этого фермента критически важен железосодержащий протопорфирин. Связывание оксида азота с двухвалентным железом в простетической группе гема вызывает разрыв связи проксимально расположенной аминокислоты гистидина с железом и формирование 5-координированного нитрозил-гемового комплекса. Это, в свою очередь, приводит к конформационным изменениям структуры белка гуанилатциклазы и к повышению её каталитической ферментативной активности в сотни раз, и, соответственно, к повышению в сотни раз скорости образования цГМФ из ГТФ. Угарный газ также обладает высоким сродством к железу гема в составе гуанилатциклазы, однако он образует 6-координированный комплекс карбонил-гема. При этом связь проксимального гистидина с железом остаётся ненарушенной. Это приводит к образованию другой, менее сильно отличающейся от «неактивной», конфигурации белка гуанилатциклазы. Такая конфигурация обладает намного меньшей ферментативной активностью по сравнению с конфигурацией, образующейся при связывании NO с гемом и нитрозилировании гема. Таким образом, способность угарного газа активировать гуанилатциклазу намного меньше, чем аналогичная способность оксида азота (II). Имаи с соавторами вывели трансгенную мышку, у которой ген гемоксигеназы-1 экспрессировался преимущественно в гладкомышечных клетках стенок сосудов и, соответственно, в стенках сосудов было повышено образование эндогенного угарного газа. При этом наиболее интересно то, что эти мышки оказались гипертониками от рождения, а также проявляли устойчивость к сосудорасширяющему действию экзогенных нитратов, таких, как нитроглицерин, нитропруссид натрия. Поскольку функциональная активность гуанилатциклазы, равно как и активность синтазы оксида азота и способность синтезировать оксид азота (II), у этих мышек была не нарушена, то предполагаемый механизм развития у этих мышек артериальной гипертензии включает в себя конкурентный антагонизм за связывание с простетическим гемом гуанилатциклазы между повышенным уровнем эндогенного угарного газа — слабого частичного агониста гуанилатциклазы, и обычным (нормальным) уровнем оксида азота (II) — полного агониста гуанилатциклазы, приводящий к снижению сосудорасширяющего действия оксида азота. Таким образом, «тонкая настройка» сосудистого тонуса регулируется соотношением этих газов (NO и CO), которые связываются с одним и тем же белком — гуанилатциклазой, в одном и том же месте (в простетической группе гема), но вызывают разные конфигурации и по-разному модулируют функцию этого белка. Кроме того, было обнаружено, что избыточное образование NO (например, в результате назначения нитратов) приводит к индукции гемоксигеназы-1 и к повышению образования эндогенного угарного газа, который не только конкурирует с NO за связывание с гуанилатциклазой и уменьшает её активацию и сосудорасширяющее действие NO, но и — через карбонилирование ряда факторов транскрипции — понижает экспрессию синтазы оксида азота, тем самым понижая образование NO. Этот механизм служит не только защитой от избыточного образования NO, но и одной из причин развития устойчивости к сосудорасширяющему и антиангинальному воздействию нитратов у больных с ишемической болезнью сердца и другими сердечно-сосудистыми заболеваниями.

## Метаболизм микроорганизмов
Угарный газ также является важным источником углерода для микроорганизмов. Они используют угарный газ для восстановления и преобразования в метан и ацетил-коэнзим А при помощи фермента CO-дегидрогеназы. Интересно, что CO-дегидрогеназа, в отличие от многих других ферментов, взаимодействующих с угарным газом, не содержит гема. Вместо этого в активном каталитическом центре CO-дегидрогеназы используется молибден или никель, которые образуют с CO менее прочные связи, чем железо гема. Кроме того, анаэробные бактерии, обладающие способностью производить гемолитические токсины, экспрессируют бактериальную гемоксигеназу и, таким образом, способны сами окислять гем, образующийся при разрушении гемоглобина крови под влиянием их гемолитических токсинов, и добывать из гема угарный газ и двухвалентное железо для собственных биохимических нужд. Бактериальная гемоксигеназа анаэробных гемолизирующих микробов выполняет те же функции, что и гемоксигеназа млекопитающих — окисляет и разрушает гем, добытый микробами из пищи (из повреждённых тканей с их гемосодержащими белками) или из гемоглобина гемолизированных эритроцитов, с образованием свободного двухвалентного железа и угарного газа.

## Взаимодействие сапрофитных микроорганизмов с организмом хозяина при посредстве CO
У многих видов бактерий, в том числе сапрофитных бактерий кишечника, также обнаружен интересный гемосодержащий белок, названный CooA и являющийся высокочувствительным химическим детектором (сенсором) содержания угарного газа в окружающей среде. Комплекс CooA с угарным газом (CooA-CO) является фактором транскрипции, стимулирующим интенсивное размножение бактерий. В то же время известно, что гемоксигеназа-2, конституционально активная и всегда производящая угарный газ, обильно экспрессируется в нервных окончаниях желудочно-кишечного тракта. Предполагается, что бактерии, обитающие в ЖКТ, не только используют образуемый в нервных клетках кишечника хозяина угарный газ для собственных метаболических нужд, но и воспринимают его в качестве сигнала для интенсификации размножения, и что, регулируя выделение угарного газа в нервных окончаниях кишечника, нервная система хозяина способна регулировать интенсивность размножения в нём сапрофитных бактерий.
Образование эндогенного угарного газа закономерно вызывает образование в крови человека небольшого количества карбоксигемоглобина, даже если человек не курит и дышит не атмосферным воздухом (всегда содержащим небольшие количества экзогенного угарного газа), а чистым кислородом или смесью азота с кислородом.

## Исследования
Исследования, посвящённые роли эндогенного монооксида углерода как противовоспалительного вещества и цитопротектора, проводились во множестве лабораторий по всему миру. Эти свойства эндогенного CO делают воздействие на его метаболизм интересной терапевтической мишенью для лечения таких разных патологических состояний, как повреждение тканей, вызванное ишемией и последующей реперфузией (например, инфаркт миокарда, ишемический инсульт), отторжение трансплантата, атеросклероз сосудов, тяжёлый сепсис, тяжёлая малярия, аутоиммунные заболевания. Проводились в том числе и клинические испытания на человеке, однако результаты их пока ещё не опубликованы.
Суммируя, то, что известно на 2015 год о роли эндогенного CO в организме, можно изложить следующим образом:
- Эндогенный угарный газ — одна из важных эндогенных сигнальных молекул;
- Эндогенный угарный газ модулирует функции ЦНС и сердечно-сосудистой системы;
- Эндогенный угарный газ ингибирует агрегацию тромбоцитов и их адгезию к стенкам сосудов;
- Влияние на обмен эндогенного угарного газа в будущем может быть одной из важных терапевтических стратегий при ряде заболеваний.

Экспериментальные подходы к терапии онкологических заболеваний включают использование доноров свободного CO ([Ru(CO)3Cl2]2, Mn2(CO)10 и др.) и ингаляций угарного газа. Несмотря на определённую эффективность этих подходов в мышиных моделях, их клинические испытания заторможены вследствие сомнений в терапевтическом индексе.